# Геза II
Геза II Угарски (1130—1162) из династије Арпадовића био је угарски и далматинско-хрватски краљ од 1141. до 1162. године. Био је син краља Беле II и Јелене, ћерке рашког великог жупана Уроша I Вукановића.

## Раније године
Кад му је отац Бела умро 1141, Геза је био малолетан. Бела је пре своје смрти дао поубијати већи број могућих претендента на угарско престо како би сину осигурао наследство. У име малолетног Гезе владала је краљица Јелена заједно са њеним рођеним братом Белошем који је постао палатин (регент) Угарске, касније бан Хрватске и најзад бан Срема. Јеленин старији брат Урош II наследио је оца и постао велики жупан Рашке око 1145. године.

## Борбе и владавина
Геза II је морао, као пре њега његов отац, да се бори са Борисом, сином краља Коломана који се сматрао илегитимним. Посебно после 1146. задњи је енергично гледао да оствари своје циљеве и постане краљ Угарске. У тој фази борба за престо дошло је до промена савезништва, где су руски кнежеви подржавали Гезу, док је Борис успео да добије на своју страну Пољску, Чешку, Аустрију, Баварску и немачког краља Конрада III. Конрад опет био је у савезништву са Византијом, што је Гезу навело да поведе, заједно са руским кнежевима и рашким великим жупаном, од 1150. до 1156. шест ратних похода против Византије. Требало је да ратови потврде угарска права на Галич у данашњој Украјини.

## Рат са Византијом
Кроз Угарску је 1147. пролазила бројна крсташка војска. У Други крсташки рат су кренули француски краљ Луј VII и немачки краљ Конрад III. Борис је покушавао да искористи крсташку војску и преузме власт, а када му то није успело отпутовао је са крсташима у Цариград. Византијски цар Манојло I Комнин му је обећао помоћ; међутим док је трајао крсташки рат није могао ништа конкретно да преузме. Ипак је Манојло као и његови претходници хтео да се послужи Бориса ради проширења своје државе. Склопио је савез са Млечанима и са краљем Конрадом против Гезе, док је Геза са своје стране склопио савез са Норманима из јужне Италије, са швапским војводом Велфом VI, непријатељем Конрадовим, и са својим ујаком Урошем II.
Док је цар Манојло ратовао против Нормана, у Рашкој је избила побуна против византијске врховне власти коју је подржавао Геза. Већ 1150. дошло је код реке Таре до боја удружене српско-угарске и византијске војске, где је византијска војска извојевала победу. Идуће године је провалила у Угарску, освојила Земун и опустошила Срем. Како је исте године умро Конрад III, цар Манојло Комнин је склопио мир са Гезом. Нови цар Светог римског царства Фридрих I Барбароса наставио је политику својих претходника и у циљу новог крсташког рата одржао савез са Манојлом.
У Угарској су затим настале компликације унутар саме Гезине родбине. Геза је за савладара узео свог сина Стефана III, супротно очекивању своје браће. Гезин брат Стефан је отишао у Цариград, а убрзо га је следио и други брат Ладислав. Цар Манојло је сад поред Бориса имао Стефана и Ладислава као могуће претенденте на угарско престо. Дошло је до новог рата Угарске са Византијом. Геза је успео да придобије за нове савезнике Чешку и Манојловог брата од стрица Андроника Комнина, византијског намесника Београда и Браничева, који се надао да уз угарску помоћ преузме царску круну у Византији. Андроник је обећао Гези Београд, Браничево и Ниш, а он би му за наузврат помогао да свргне Манојла. Геза је искористио византијски-нормански рат и са војском стигао до Браничева. Манојло је сазнао за Андроникову издају и бацио га у тамницу, а кад је Геза дознао да стиже византијска војска почео је да се повлачи. Византијска војска је напала Угарску и претрпела тежак пораз, при чему је погинуо Борис, један од претендента на угарско престо. Геза и Манојло су најпосле 1153. склопили мир на пет година. Дунав и Сава су остале границе између Угарске и Византије, док је Рашка пала поново под византијску врховну власт.

## Епилог
Геза II је из брака са кијевском кнегињом Јевросимом имао три сина, Стефана, Белу и Гезу. Умро је 31. маја 1162, а наследио га је син Стефан III.

## Породично стабло
|  |                              |  |  |  |  |  |  |  |  |  |  |  |  |  |  |  |
|  | 16. Бела I                   |  |  |  |  |  |  |  |  |  |  |  |  |  |  |  |
|  |                              |  |  |  |  |  |  |  |  |  |  |  |  |  |  |  |
|  |                              |  |  |  |  |  |  |  |  |  |  |  |  |  |  |  |
|  | 8. Геза I                    |  |  |  |  |  |  |  |  |  |  |  |  |  |  |  |
|  |                              |  |  |  |  |  |  |  |  |  |  |  |  |  |  |  |
|  |                              |  |  |  |  |  |  |  |  |  |  |  |  |  |  |  |
|  | 17. Ричеза Пољска            |  |  |  |  |  |  |  |  |  |  |  |  |  |  |  |
|  |                              |  |  |  |  |  |  |  |  |  |  |  |  |  |  |  |
|  |                              |  |  |  |  |  |  |  |  |  |  |  |  |  |  |  |
|  | 4. Алмош Угарски             |  |  |  |  |  |  |  |  |  |  |  |  |  |  |  |
|  |                              |  |  |  |  |  |  |  |  |  |  |  |  |  |  |  |
|  |                              |  |  |  |  |  |  |  |  |  |  |  |  |  |  |  |
|  | 2. Бела II                   |  |  |  |  |  |  |  |  |  |  |  |  |  |  |  |
|  |                              |  |  |  |  |  |  |  |  |  |  |  |  |  |  |  |
|  |                              |  |  |  |  |  |  |  |  |  |  |  |  |  |  |  |
|  | 20. Изјаслав I Јарославич    |  |  |  |  |  |  |  |  |  |  |  |  |  |  |  |
|  |                              |  |  |  |  |  |  |  |  |  |  |  |  |  |  |  |
|  |                              |  |  |  |  |  |  |  |  |  |  |  |  |  |  |  |
|  | 10. Свјатополк II Изјаславич |  |  |  |  |  |  |  |  |  |  |  |  |  |  |  |
|  |                              |  |  |  |  |  |  |  |  |  |  |  |  |  |  |  |
|  |                              |  |  |  |  |  |  |  |  |  |  |  |  |  |  |  |
|  | 5. Предслава Кијевска        |  |  |  |  |  |  |  |  |  |  |  |  |  |  |  |
|  |                              |  |  |  |  |  |  |  |  |  |  |  |  |  |  |  |
|  |                              |  |  |  |  |  |  |  |  |  |  |  |  |  |  |  |
|  | 1. Геза II                   |  |  |  |  |  |  |  |  |  |  |  |  |  |  |  |
|  |                              |  |  |  |  |  |  |  |  |  |  |  |  |  |  |  |
|  |                              |  |  |  |  |  |  |  |  |  |  |  |  |  |  |  |
|  | 6. Урош I Вукановић          |  |  |  |  |  |  |  |  |  |  |  |  |  |  |  |
|  |                              |  |  |  |  |  |  |  |  |  |  |  |  |  |  |  |
|  |                              |  |  |  |  |  |  |  |  |  |  |  |  |  |  |  |
|  | 3. Јелена Вукановић          |  |  |  |  |  |  |  |  |  |  |  |  |  |  |  |
|  |                              |  |  |  |  |  |  |  |  |  |  |  |  |  |  |  |
|  |                              |  |  |  |  |  |  |  |  |  |  |  |  |  |  |  |
|  | 14. Константин Диоген        |  |  |  |  |  |  |  |  |  |  |  |  |  |  |  |
|  |                              |  |  |  |  |  |  |  |  |  |  |  |  |  |  |  |
|  |                              |  |  |  |  |  |  |  |  |  |  |  |  |  |  |  |
|  | 7. Ана Диогенеса             |  |  |  |  |  |  |  |  |  |  |  |  |  |  |  |
|  |                              |  |  |  |  |  |  |  |  |  |  |  |  |  |  |  |
|  |                              |  |  |  |  |  |  |  |  |  |  |  |  |  |  |  |
|  | 30. Јован Комнин             |  |  |  |  |  |  |  |  |  |  |  |  |  |  |  |
|  |                              |  |  |  |  |  |  |  |  |  |  |  |  |  |  |  |
|  |                              |  |  |  |  |  |  |  |  |  |  |  |  |  |  |  |
|  | 15. Теодора Комнин           |  |  |  |  |  |  |  |  |  |  |  |  |  |  |  |
|  |                              |  |  |  |  |  |  |  |  |  |  |  |  |  |  |  |
|  |                              |  |  |  |  |  |  |  |  |  |  |  |  |  |  |  |
|  | 31. Ана Даласина             |  |  |  |  |  |  |  |  |  |  |  |  |  |  |  |
|  |                              |  |  |  |  |  |  |  |  |  |  |  |  |  |  |  |
|  |                              |  |  |  |  |  |  |  |  |  |  |  |  |  |  |  |